# Río de La Laja
Der Río de La Laja bzw. Río Laja ist ein rechter (nördlicher) Nebenfluss des Río Bío Bío, der durch die Region VIII in Chile fließt. Er hat eine Länge von 140 km und ein Einzugsgebiet von 4.040 km².
Der Laja entspringt aus dem See Laguna de La Laja, der ungefähr 85 km östlich der Stadt Los Ángeles liegt. Er fließt hauptsächlich in westlicher Richtung.
An der Mündung in den Bío Bío befindet sich ein zusammengewachsener Siedlungskern, bestehend aus den Orten San Rosendo am rechten und La Laja, Hauptort der gleichnamigen Gemeinde Laja, am linken Ufer, mit zusammen ca. 26.000 Einwohnern. In San Rosendo befand sich zu Eisenbahnzeiten ein wichtiger Eisenbahnabzweig mit entsprechender Infrastruktur für Reisende, da hier die Strecke nach Concepción von der Stammstrecke von Südchile nach Santiago de Chile abzweigte.
Etwa 25 km vor der Mündung des Río Laja befinden sich die Laja-Wasserfälle (Salto del Laja).
Etwa 50 km westlich der Laguna am Río Laja gelegen befindet sich der Ort Tucapel (ca. 13.000 Einwohner), benannt nach dem im Arauco-Krieg umkämpften Fort Tucapel, wo 1553 der Conquistador Pedro de Valdivia von Mapuche-Indianern gefangen genommen und anschließend getötet wurde. Das historische Fort lag allerdings südlich der Stadt Arauco an der Pazifikküste in einer anderen Gegend.
Am Oberlauf des Laja liegen vier Wasserkraftwerke: die Kraftwerke Abanico und Antuco, die primär das Wasser des Sees Laguna de La Laja nutzen, sowie die Kraftwerke Quilleco und Rucúe, bei denen es sich um Ausleitungskraftwerke handelt. Für die letzteren beiden Kraftwerke wurde etwas unterhalb der Ortschaft Antuco eine Stauanlage errichtet, die das Wasser des Laja in einen Kanal ausleitet.
Der Name des Flusses dürfte spanischen Ursprungs sein; in der araukanischen Sprache hieß er Niequetén oder, in der 1558 belegten Schreibweise des spanischen Chronisten Gerónimo de Vivar, Nihuequetén.